# Ladegård
 For alternative betydninger, se Ladegård (flertydig). (Se også artikler, som begynder med Ladegård)
En ladegård er en avlsgård tilknyttet en hovedgård eller kongsgård. Ladegården var udelukkende opført til landbrugsbedriften, hvor hovedgården selv kunne have både repræsentative og evt. militære formål.
Københavns Slots Ladegaard lå omtrent hvor Forum København og Radiohuset senere blev bygget. Den var efterhånden overgået til at være et fattighus eller en arbejdsanstalt. Beboerne, "ladegaardslemmerne", måtte bl.a. besørge gadefejningen i byen. Dette ophørte 1908, og funktionen overgik til Sundholm på Amager. Ladegården har lagt navn til Ladegårdsåen, der nu ligger i rør under Åboulevard og Ågade.
I Oslo ligger herskabsejendommen Oslo Ladegård fra 1722. Den fungerede ikke selv som ladegård men har sit navn, fordi ejeren Karen Toller i 1711 forpagtede jorden i området, Ladegården, der leverede forsyninger til Akershus slot. Landbrugsjorden har senere måtte vige for jernbaner og bebyggelse, men den markante barokbygning står stadig.